# Список глав Коморских Островов

Коморские Острова

Список глав Коморских Островов включает лиц, занимавших этот пост в Коморских Островах после провозглашения в 1975 году независимости страны, называвшейся официально Республика Коморские Острова (в 1975—1978 годы),  Федеральная Исламская Республика Коморские Острова (в 1978—2001 годы) и Союз Коморских Островов (с 2001 года). Кроме того, приведены главы сепаратистских государственных образований, существовавших на архипелаге: Государства Анжуан в 1997—2001 годах () и Демократической Республики Мвали в 1997—1998 годах (), а также главы трёх автономных островов в составе существующего Союза: Ндзуани (), Мвали () и Нгазиджы ().
В настоящее время страну возглавляет Президент Союза Коморских Островов (фр. Président de l'Union des Comores, араб. رئيس اتحاد جزر القمر‎). В соответствии с действующей конституцией, являющийся главой государства и правительства, избираемый всеобщим прямым голосованием на 5 лет с правом однократного переизбрания.
Применённая в первом столбце таблиц нумерация является условной, буквенные коды «А», «М» и «К» в нумерации относятся к Анжуану (Ндзуани), Мохели (Мвани) и Гранд-Комору (Нгазидже) соответственно. Также условным является использование в первых столбцах цветовой заливки, служащей для упрощения восприятия принадлежности лиц к различным политическим силам без необходимости обращения к столбцу, отражающему партийную принадлежность. В столбце «Выборы» отражены состоявшиеся выборные процедуры или иные основания, по которым лицо стало главой правительства. Наряду с партийной принадлежностью, в столбце «Партия» также отражён внепартийный (независимый) статус персоналий или их принадлежность к вооружённым силам, когда те играли самостоятельную политическую роль. Имена персоналий последовательно приведены на французском языке и, при наличии источников, на арабском языке, которые являются в стране официальными.

## Порядок избрания
В соответствии с принятой 23 декабря 2001 года на референдуме конституцией президент избирался на пятилетний срок всенародным голосованием. При этом президентами должны были поочерёдно избираться представители трёх автономных островов Союза — Нгазиджи, Ндзуани и Мвали, что исключало возможность переизбрания действующего главы государства на второй срок. Для соблюдения этого правила первый тур президентских выборов проводился только на одном из этих трёх островов поочерёдно, причём кандидатами и избирателями могли быть только жители данного острова. Затем три кандидатуры, получившие на этих выборах наибольший процент голосов, выходили во второй тур выборов, который проходил уже общенациональным голосованием. Для победы в нём достаточно было простого большинства голосов.
30 июля 2018 года на Коморских Островах прошёл инициированный Азали Ассумани новый конституционный референдум. Суть предложенных и одобренных 92,74 % избирателей изменений заключалась в отмене правила чередования права избрания президента, в увеличении срока его полномочий до 5 лет и установлении права однократного переизбрания. Было введено избирание президента всенародным голосованием, при этом если в первом туре ни один кандидат не получает поддержку более половины избирателей, проводится второй тур с участием двух кандидатов (набравших наибольшее число голосов в первом туре), где для победы достаточно получить большее число голосов, чем соперник. 24 марта 2019 года Ассумани был переизбран на новый срок в первом туре.
До 2011 года президент после своего вступления в должность назначал двух вице-президентов, представляющих остальные два острова Союза. С 2011 года назначались три вице-президента, представляющие все три острова, а после реформы 2018 года посты вице-президентов были упразднены.

## Республика Коморские Острова (1975—1978)
На проведённом 22 декабря 1974 года референдуме по вопросу независимости архипелага 96 % жителей островов Анжуан, Гранд-Комор и Мохели проголосовали за отделение от Франции, а 64 % населения острова Майотта — против, после чего Генеральный совет заморской территории 6 июля 1975 года в одностороннем порядке провозгласил независимость Республики Коморские Острова (фр. République Comorienne, араб. جمهورية جزر القمر‎). Являвшийся президентом Правительственного совета (фр. Président du conseil de gouvernement) Ахмед Абдалла был провозглашён главой государства (фр. Chef de l'État, араб. رئيس الدولة‎, а сам правительственный совет упразднён. В процессе формирования государственных органов утвердилось наименование Коморское государство фр. État comorien, под которым страна была принята в ООН 12 ноября 1975 года. Франция признала независимость только островов Гранд-Комор (Нгазиджа), Анжуан (Ндзуани) и Мохели (Мвали), оставив за собой управление островом Майотта (с 2011 года он имеет статус департамента Франции с компетенцией заморского департамента и заморского региона).
3 августа 1975 года в результате бескровного военного переворота, осуществлённого при участии наёмника Робера Денара, к власти пришёл Али Суалих, который стал проводить политику «национального социализма», включавшую национализацию земли и собственности французских колонистов и борьбу за сокращение влияния ислама: отмену норм шариата, ограничение права мусульманского духовенства, роспуск исламских партий. Первоначально главой революционных органов власти (Национальный совет революции, фр. Conseil national de la Révolution, Национальный исполнительный совет, фр. Conseil national exécutif) являлся сподвижник Суалиха Саид Мохамед Джафар, вскоре передавший ему полномочия главы государства. 23 апреля 1977 года была принята первая конституция страны, а 28 октября 1977 года был проведён референдум, предоставивший Суалиху полномочия президента.
13 мая 1978 года в результате нового военного переворота к власти вернулось окружение Ахмеда Абдаллы, который после возвращения из французской эмиграции провозгласил Федеральную Исламскую Республику Коморские Острова. Организовавший «обратный переворот» Денар вошёл в состав правящей Политико-военной директории (фр. Directoire politico-militaire), а позже возглавил президентскую гвардию Ахмеда Абдаллы.
|          | Портрет | Имя (годы жизни)                                                                                 | Полномочия     | Полномочия | Партия                                      | Выборы                                                                   | Должность | Пр.           |
| Начало   | Портрет | Имя (годы жизни)                                                                                 | Окончание      | | Партия                                      | Выборы                                                                   | Должность | Пр.           |
| -------- | --- | ------------------------------------------------------------------------------------------------ | -------------- | --- | ------------------------------------------- | ------------------------------------------------------------------------ | --- | ------------- |
| 1 (I—II) | | Ахмед Абдалла Абдереман (1919—1989) фр. Ahmed Abdallah Abderemane араб. أحمد عبد الله عبد الرحمن‎ | 6 июля 1975    | 7 июля 1975 | Коморский демократический союз              | (1972)                                                                   | президент Правительственного совета фр. Président du conseil de gouvernement араб. رئيس مجلس الحكومة‎                           | [ 16 ] [ 17 ] |
| 1 (I—II) | 7 июля 1975 | Ахмед Абдалла Абдереман (1919—1989) фр. Ahmed Abdallah Abderemane араб. أحمد عبد الله عبد الرحمن‎ | 3 августа 1975 | [ комм. 3 ] | Коморский демократический союз              | глава государства фр. Chef de l'État араб. رئيس الدولة‎                   | | [ 16 ] [ 17 ] |
| 2 (I—II) | | Саид Мохамед Джафар (1918—1993) фр. Said Mohamed Jaffar араб. سعيد محمد جعفر‎                     | 3 августа 1975 | 10 августа 1975 | Объединённый национальный фронт             | [ комм. 4 ]                                                              | председатель Национального совета революции фр. Président du Conseil National de la Révolution араб. رئيس المجلس الوطني للثورة‎ | [ 6 ] [ 18 ]  |
| 2 (I—II) | 10 августа 1975 | Саид Мохамед Джафар (1918—1993) фр. Said Mohamed Jaffar араб. سعيد محمد جعفر‎                     | 3 января 1976  | председатель Национального исполнительного совета, глава государства фр. Président du Conseil Exécutif National, Chef de l’État араб. رئيس المجلس التنفيذي الوطني، رئيس الدولة‎ | Объединённый национальный фронт             | [ комм. 4 ]                                                              | | [ 6 ] [ 18 ]  |
| 3 (I—II) | | Али Суалих Мтсашива (1937—1978) фр. Ali Soilih Mtsashiwa араб. علي صالح مساشوي‎                   | 3 января 1976  | 28 октября 1977 | Демократическая ассамблея коморского народа | [ комм. 6 ]                                                              | глава государства фр. Chef de l'État араб. رئيس الدولة‎                                                                         | [ 11 ] [ 19 ] |
| 3 (I—II) | 28 октября 1977 | Али Суалих Мтсашива (1937—1978) фр. Ali Soilih Mtsashiwa араб. علي صالح مساشوي‎                   | 13 мая 1978    | 1977 | Демократическая ассамблея коморского народа | президент республики фр. Président de la République араб. رئيس الجمهورية‎ | | [ 11 ] [ 19 ] |
| —        | | Аббас Джуссуф (1942—2010) фр. Abbas Djoussouf араб. عباس يوسف‎                                    | 13 мая 1978    | 14 мая 1978 | Демократическая ассамблея коморского народа | [ комм. 8 ]                                                              | Политико-военная директория фр. Directoire politico-militaire араб. الإدارة السياسية العسكرية‎                                  | [ 20 ]        |
| —        | Абдиллахи Мохамед (?—2010) фр. Abdillahi Mohamed араб. عبد الله محمد‎ | Коморский демократический союз                                                                   | 13 мая 1978    | 14 мая 1978 | [ 6 ] [ 21 ]                                | [ комм. 8 ]                                                              | Политико-военная директория фр. Directoire politico-militaire араб. الإدارة السياسية العسكرية‎                                  |               |
| —        | Саид Мустафа Махджуб (1929—2007) фр. Saïd Mustapha Mahdjoub араб. سعيد مصطفى محجوب‎ урожд. Жильбер Буржо фр. Gilbert Bourgeaud известен как Робер Денар фр. Robert Denard | наёмник                                                                                          | 13 мая 1978    | 14 мая 1978 | [ 14 ] [ 15 ]                               | [ комм. 8 ]                                                              | Политико-военная директория фр. Directoire politico-militaire араб. الإدارة السياسية العسكرية‎                                  |               |
| 4        | | Саид Аттумани (?—?) фр. Said Atthoumani араб. سعيد التوماني‎                                      | 14 мая 1978    | 17 мая 1978 | Объединённый национальный фронт             | [ комм. 11 ]                                                             | президент Политико-военной директории фр. Président du Directoire politico-militaire араб. رئيس الإدارة السياسية العسكرية‎      | [ 6 ]         |
| и. о.    | | Абдиллахи Мохамед (?—2010) фр. Abdillahi Mohamed араб. عبد الله محمد‎                             | 17 мая 1978    | 23 мая 1978 | Коморский демократический союз              | [ комм. 12 ]                                                             | премьер-министр, глава правительства фр. Premier ministre, Chef du Gouvernement араб. وزير الأول, رئيس الحكومة‎                 | [ 6 ] [ 21 ]  |
| —        | | Ахмед Абдалла Абдереман (1919—1989) фр. Ahmed Abdallah Abderemane араб. أحمد عبد الله عبد الرحمن‎ | 23 мая 1978    | 22 июля 1978 | Коморский демократический союз              | [ комм. 13 ]                                                             | президенты Политико-военной директории фр. Présidents du Directoire politico-militaire араб. رئيس الإدارة السياسية العسكرية‎    | [ 16 ] [ 17 ] |
| —        | | Мохамед Ахмед (1917—1984) фр. Mohamed Ahmed араб. محمد أحمد‎                                      | 23 мая 1978    | 22 июля 1978 | Коморский демократический союз              | [ комм. 13 ]                                                             | президенты Политико-военной директории фр. Présidents du Directoire politico-militaire араб. رئيس الإدارة السياسية العسكرية‎    | [ 22 ]        |
| —        | | Ахмед Абдалла Абдереман (1919—1989) фр. Ahmed Abdallah Abderemane араб. أحمد عبد الله عبد الرحمن‎ | 22 июля 1978   | 3 октября 1978 | Коморский демократический союз              | [ комм. 14 ]                                                             | президенты Политической директории фр. Présidents du Directoire politique араб. رئيس الإدارة السياسية‎                          | [ 16 ] [ 17 ] |
| —        | | Мохамед Ахмед (1917—1984) фр. Mohamed Ahmed араб. محمد أحمد‎                                      | 22 июля 1978   | 3 октября 1978 | Коморский демократический союз              | [ комм. 14 ]                                                             | президенты Политической директории фр. Présidents du Directoire politique араб. رئيس الإدارة السياسية‎                          | [ 22 ]        |

## Федеральная Исламская Республика Коморские Острова (1978—2001)
После возвращения к власти Ахмеда Абдаллы в результате организованного Робером Денаром 23 мая 1978 года военного переворота, 3 октября 1978 года была принята новая конституция, провозгласившая Федеральную Исламскую Республику Коморские Острова (фр. République fédérale islamique des Comores). В феврале 1982 года президент Ахмед Абдалла распустил все политические партии и создал единый Коморский союз за прогресс, сформировав однопартийную политическую систему. Его планы расформирования возглавляемой Денаром (принявшим ислам под именем Саид Мустафа Махджуб) президентской гвардии, костяк которой состоял из бывших наёмников, привели к организации Робером Денаром очередного военного переворота, в ходе которого 26 ноября 1989 года Абдалла был застрелен, а к власти приведён Саид Мохаммед Джохар, сводный брат свернутого в 1978 году Али Суалиха. Забастовка государственных служащих и наращивание французского военного контингента вынудили Денара и его сподвижников 15 декабря 1989 года сдаться без боя французским силам, доставившим его в Преторию под домашний арест (в феврале 1993 года состоявшийся во Франции суд оправдал его по обвинению в убийстве Ахмеда Абдаллы). В 1990 году Джохар подтвердил свои полномочия, одержав победу на выборах.
Четвёртый коморский переворот был организован Денаром 29 сентября 1995 года, когда он захватил столицу Морони отрядом, прибывшим с ним на судне «Вулкан», однако правительство Франции осуществило операцию «Азалия», направив в страну в ночь на 3 октября 1995 года силы специальных операций и морскую пехоту, которые подавили сторонников Денара и арестовали его в течение двух дней; заключённый в казармах низложенный президент Джохар был доставлен на Реюньон для оказания медицинской помощи. В январе—марте 1996 года Джохар вернулся к президентским обязанностям, однако не стал участвовать в проведённых 6 марта 1996 года выборах, на которых победил Мохамед Таки Абдулкарим, инициировавший референдум о принятии новой конституции, увеличившей срок президентских полномочий до 6 лет, узаконившей фактически восстановленную многопартийность и создавшей однопалатный парламент, получивший большинство полномочий, ранее реализуемых парламентами отдельных островов. После его смерти в 1998 году временным президентом стал Таджидин бен Саид Массунди.
Усиление исполнительных и законодательных полномочий федеральных органов привело к росту сепаратизма: 3 августа 1997 года о выходе из состава федерации объявил остров Ндзуани, 11 августа 1997 года его примеру последовал остров Мвали. В условиях, когда центральная власть не могла этому воспрепятствовать, 30 апреля 1999 года под руководством полковника Азали Ассумани произошёл военный переворот. 6 мая 1999 года на основании введённой им временной конституции он провозгласил себя президентом Государственного комитета (главой государства). 23 декабря 2001 года на референдуме была принята новая конституция, провозгласившая страну Союзом Коморских Островов с широкой автономией каждого из них.
|            | Портрет                           | Имя (годы жизни)                                                                                                  | Полномочия       | Полномочия      | Партия                                                                   | Выборы                                                                                                | Должность | Пр.           |
| Начало     | Портрет                           | Имя (годы жизни)                                                                                                  | Окончание        |                 | Партия                                                                   | Выборы                                                                                                | Должность | Пр.           |
| ---------- | --------------------------------- | --- | ---------------- | --------------- | ------------------------------------------------------------------------ | --- | --- | ------------- |
| 1 (III—IV) |                                   | Ахмед Абдалла Абдереман (1919—1989) фр. Ahmed Abdallah Abderemane араб. أحمد عبد الله عبد الرحمن‎                  | 3 октября 1978   | 25 октября 1978 | Коморский демократический союз                                           | [ комм. 15 ]                                                                                          | президент Политической директории фр. Président du Directoire politique араб. رئيس الإدارة السياسية‎                                            | [ 16 ] [ 17 ] |
| 1 (III—IV) | 25 октября 1978                   | Ахмед Абдалла Абдереман (1919—1989) фр. Ahmed Abdallah Abderemane араб. أحمد عبد الله عبد الرحمن‎                  | 26 ноября 1989   | 1978            | Коморский демократический союз                                           | президент республики фр. Président de la République араб. رئيس الجمهورية‎                              | | [ 16 ] [ 17 ] |
|            | 25 октября 1978                   | Ахмед Абдалла Абдереман (1919—1989) фр. Ahmed Abdallah Abderemane араб. أحمد عبد الله عبد الرحمن‎                  | 26 ноября 1989   | 1978            | Коморский союз за прогресс                                               | президент республики фр. Président de la République араб. رئيس الجمهورية‎                              | | [ 16 ] [ 17 ] |
| 1984       | 25 октября 1978                   | Ахмед Абдалла Абдереман (1919—1989) фр. Ahmed Abdallah Abderemane араб. أحمد عبد الله عبد الرحمن‎                  | 26 ноября 1989   |                 |                                                                          | президент республики фр. Président de la République араб. رئيس الجمهورية‎                              | | [ 16 ] [ 17 ] |
| 5          |                                   | Арибон Шебани (?—?) фр. Haribon Chebani                                                                           | 26 ноября 1989   | 27 ноября 1989  | [ комм. 19 ]                                                             | временный президент республики фр. Président de la République par intérim араб. رئيس الجمهورية المؤقت‎ | [ 6 ] |               |
| 6 (I—II)   |                                   | Саид Мохаммед Джохар (1918—2006) фр. Saïd Mohamed Djohar араб. سعيد محمد جوهر‎                                     | 27 ноября 1989   | 20 марта 1990   | [ комм. 20 ]                                                             | временный президент республики фр. Président de la République par intérim араб. رئيس الجمهورية المؤقت‎ | [ 24 ] [ 25 ] |               |
| 6 (I—II)   | 20 марта 1990                     | Саид Мохаммед Джохар (1918—2006) фр. Saïd Mohamed Djohar араб. سعيد محمد جوهر‎                                     | 29 сентября 1995 | 1990            | президент республики фр. Président de la République араб. رئيس الجمهورية‎ | | [ 24 ] [ 25 ] |               |
|            | 20 марта 1990                     | Саид Мохаммед Джохар (1918—2006) фр. Saïd Mohamed Djohar араб. سعيد محمد جوهر‎                                     | 29 сентября 1995 | 1990            | президент республики фр. Président de la République араб. رئيس الجمهورية‎ | Собрание за демократию и обновление                                                                   | [ 24 ] [ 25 ] |               |
| 7          |                                   | полковник Комбо Аюба (1953—2010) фр. Combo Ayouba араб. كومبو أيوب‎                                                | 29 сентября 1995 | 2 октября 1995  | военный                                                                  | [ комм. 24 ]                                                                                          | координатор Переходного военного комитета фр. Coordonnateur du Comité Militaire de Transition араб. منسق اللجنة العسكرية الانتقالية‎            | [ 32 ] [ 33 ] |
| —          |                                   | Мохамед Таки Абдулкарим (1936—1998) фр. Mohamed Taki Abdoulkarim араб. محمد تقي عبد الكريم‎                        | 2 октября 1995   | 5 октября 1995  | Национальный союз за демократию в Коморских Островах                     | [ комм. 25 ]                                                                                          | главы государства фр. Chefs de l'État араб. رئيس الدولة‎                                                                                        | [ 34 ]        |
| —          |                                   | Саид Али Кемаль Эддин эль-Масели (1938—2020) фр. Said Ali Kemal Eddine El Maceli араб. سيد علي كمال الدين المسيلي‎ | 2 октября 1995   | 5 октября 1995  | Партия единства и братства островов                                      | [ комм. 25 ]                                                                                          | главы государства фр. Chefs de l'État араб. رئيس الدولة‎                                                                                        | [ 35 ] [ 36 ] |
| 8          |                                   | Кааби Эль-Яхруту Мохамед (1948—) фр. Caabi El-Yachroutu Mohamed араб. محمد كعبي اليشروتي‎                          | 5 октября 1995   | 26 января 1996  | Собрание за демократию и обновление                                      | [ комм. 27 ]                                                                                          | временный президент республики фр. Président de la République par intérim араб. رئيس الجمهورية المؤقت‎                                          | [ 37 ]        |
| 6 (III)    |                                   | Саид Мохаммед Джохар (1918—2006) фр. Saïd Mohamed Djohar араб. سعيد محمد جوهر‎                                     | 26 января 1996   | 25 марта 1996   | Собрание за демократию и обновление                                      | [ комм. 28 ]                                                                                          | президент республики фр. Président de la République араб. رئيس الجمهورية‎                                                                       | [ 24 ] [ 38 ] |
| 9          |                                   | Мохамед Таки Абдулкарим (1936—1998) фр. Mohamed Taki Abdoulkarim араб. محمد تقي عبد الكريم‎                        | 25 марта 1996    | 6 ноября 1998   | Национальный союз за демократию в Коморских Островах                     | 1996                                                                                                  | президент республики фр. Président de la République араб. رئيس الجمهورية‎                                                                       | [ 34 ]        |
|            | Национальное собрание за развитие | Мохамед Таки Абдулкарим (1936—1998) фр. Mohamed Taki Abdoulkarim араб. محمد تقي عبد الكريم‎                        | 25 марта 1996    | 6 ноября 1998   |                                                                          | 1996                                                                                                  | президент республики фр. Président de la République араб. رئيس الجمهورية‎                                                                       | [ 34 ]        |
| 10         |                                   | Таджидин бен Саид Массунди (1933—2004) фр. Tadjidine ben Saïd Massoundi араб. تاج الدين بن سعيد مسوندي‎            | 6 ноября 1998    | 30 апреля 1999  | независимый                                                              | [ комм. 32 ]                                                                                          | временный президент республики фр. Président de la République par intérim араб. رئيس الجمهورية المؤقت‎                                          | [ 39 ]        |
| 11 (I—II)  |                                   | полковник Азали Ассумани (1959—) фр. Azali Assoumani араб. غزالي عثماني‎                                           | 30 апреля 1999   | 6 мая 1999      | военный                                                                  | [ комм. 33 ]                                                                                          | начальник штаба Армии национального развития фр. Chef d'État-major de l'Armée Nationale de Développement араб. رئيس أركان الجيش الوطني للتنمية‎ | [ 40 ] [ 41 ] |
| 11 (I—II)  | 6 мая 1999                        | полковник Азали Ассумани (1959—) фр. Azali Assoumani араб. غزالي عثماني‎                                           | 23 декабря 2001  | [ комм. 35 ]    | военный                                                                  | глава государства фр. Chef de l'État араб. رئيس الدولة‎                                                | | [ 40 ] [ 41 ] |

### Государство Анжуан (1997—2001)

Флаг Анжуана

3 августа 1997 года остров Ндзуани объявил о выходе из состава Федеральной Исламской Республики Коморские Острова и провозглашении независимого Государства Анжуан (фр. État d’Anjouan) с целью последующего воссоединения с Францией. Власть на острове перешла к провозглашённому президентом Фунди Абдалле Ибрагиму. После отказа Франции от присоединения острова на прошедшем 26 октября 1997 года референдуме получило одобрение решение о независимости, закреплённое в принятой 25 февраля 1998 года конституции острова.
1 августа 1999 года Фунди Абдалла Ибрагим после нескольких дней уличных боёв подал в отставку, уступив полномочия национальному координатору Саиду Абейдe Абдереману, который 22 августа 1999 года был провозглашён главой государства. 9 августа 2001 года в результате военного переворота власть перешла к триумвирату, из числа членов которого 25 августа 2001 главой государства был назначен полковник Мохамед Бакар. 23 декабря 2001 года после сложных переговоров о восстановлении федерации был провозглашён Союз Коморских Островов, в котором остров получил значительную автономию.
|        | Портрет                                      | Имя (годы жизни)                                               | Полномочия      | Полномочия                                             | Партия                    | Должность                                                               | Пр.           |
| Начало | Портрет                                      | Имя (годы жизни)                                               | Окончание       |                                                        | Партия                    | Должность                                                               | Пр.           |
| ------ | -------------------------------------------- | -------------------------------------------------------------- | --------------- | ------------------------------------------------------ | ------------------------- | ----------------------------------------------------------------------- | ------------- |
| Н1     |                                              | Фунди Абдалла Ибрагим (1925?—2018) фр. Foundi Abdallah Ibrahim | 5 августа 1997  | 1 августа 1999                                         | Народное движение Анжуана | президент фр. Président араб. الرئيس‎                                    | [ 44 ] [ 52 ] |
| Н2     |                                              | Саид Абейд Абдереман (1941—) фр. Said Abeid Abderemane         | 1 августа 1999  | 22 августа 1999                                        | военный                   | национальный координатор фр. Coordonnateur national араб. المنسق الوطني‎ | [ 44 ] [ 47 ] |
| Н2     | 22 августа 1999                              | Саид Абейд Абдереман (1941—) фр. Said Abeid Abderemane         | 9 августа 2001  | глава государства фр. Chef de l'État араб. رئيس الدولة‎ | военный                   |                                                                         | [ 44 ] [ 47 ] |
| —      |                                              | полковник Мохамед Бакар (1962—) фр. Mohamed Bacar              | 9 августа 2001  | 25 августа 2001                                        | военный                   | Президиум фр. Præsidium араб. هيئة الرئاسة‎                              | [ 53 ] [ 54 ] |
| —      | Халиди Шариф (?—?) фр. Halidi Charif         | [ 48 ]                                                         | 9 августа 2001  | 25 августа 2001                                        | военный                   | Президиум фр. Præsidium араб. هيئة الرئاسة‎                              |               |
| —      | Хассан Али Тоила (?—?) фр. Hassan Ali Toilha | [ 48 ]                                                         | 9 августа 2001  | 25 августа 2001                                        | военный                   | Президиум фр. Præsidium араб. هيئة الرئاسة‎                              |               |
| Н3 (I) |                                              | полковник Мохамед Бакар (1962—) фр. Mohamed Bacar              | 25 августа 2001 | 23 декабря 2001                                        | военный                   | глава государства фр. Chef de l'État араб. رئيس الدولة‎                  | [ 53 ] [ 54 ] |

### Демократическая Республика Мвали (1997—1998)
11 августа 1997 года остров Мвали объявил о выходе из состава Федеральной Исламской Республики Коморские Острова и провозглашении независимой Демократической республики Мвали (фр. République démocratique de Mwali).

Флаг Мвали

Её президентом стал Саид Мохамед Суеф, а премьер-министром — Соидри Ахмед.
В 1998 году после переговоров с федеральным правительством остров был воссоединён с федерацией.
|        | Портрет | Имя (годы жизни)                               | Полномочия      | Полномочия | Партия      | Должность                            | Пр.    |
| Начало | Портрет | Имя (годы жизни)                               | Окончание       |            | Партия      | Должность                            | Пр.    |
| ------ | ------- | ---------------------------------------------- | --------------- | ---------- | ----------- | ------------------------------------ | ------ |
| М1     |         | Саид Мохамед Суеф (?—?) фр. Said Mohamed Souef | 11 августа 1997 | 1998       | независимый | президент фр. Président араб. الرئيس‎ | [ 44 ] |

## Союз Коморских Островов (с 2001)

Флаг СКО

В соответствии с принятой 23 декабря 2001 года на референдуме конституцией страна получила название Союз Коморских Островов (ком. Udzima wa Komori, фр. Union des Comores, араб. الاتحاد القمري‎). Широкую автономию получили три составляющие союз острова, было установлено чередование права избрания президента страны из числа кандидатов, представленных попеременно каждым из островов.
Полковник Азали Ассумани 21 января 2002 года подал в отставку с поста главы государства и оставил воинскую службу с целью участия в президентских выборах в качестве кандидата от острова Нгазиджа. После него президентами становились в 2006 году Ахмед Абдалла Самби, представлявший остров Ндзуани, и в 2010 году Икилилу Дуанина, представлявший остров Мвали; в 2016 году, представляя свой остров, Ассумани вновь стал президентом Союза.
Весной 2002 года каждый из трёх островов принял свою конституцию, после чего на них были проведены выборы президентов автономных островов. Согласно результату референдума 2009 года наименования этих должностей были изменены на губернатор.
30 июля 2018 года на Коморских Островах прошёл инициированный А. Ассумани новый конституционный референдум. Суть предложенных А. Ассумани (и одобренных 92,74 % избирателей) изменений заключалась в отмене правила чередования права избрания президента, в увеличении срока его полномочий до 5 лет с правом однократного переизбрания. 24 марта 2019 года Ассумани был переизбран на новый срок.
Курсивом и серым цветом выделены даты начала и окончания полномочий лиц, временно замещавших действующего главу государства.
|            | Портрет     | Имя (годы жизни)                                                                                   | Полномочия      | Полномочия     | Партия                                    | Выборы       | Должность                                                                          | Пр.           |
| Начало     | Портрет     | Имя (годы жизни)                                                                                   | Окончание       |                | Партия                                    | Выборы       | Должность                                                                          | Пр.           |
| ---------- | ----------- | -------------------------------------------------------------------------------------------------- | --------------- | -------------- | ----------------------------------------- | ------------ | ---------------------------------------------------------------------------------- | ------------- |
| 11 (II)    |             | полковник Азали Ассумани (1959—) фр. Azali Assoumani араб. غزالي عثماني‎                            | 23 декабря 2001 | 21 января 2002 | военный                                   | [ комм. 39 ] | глава государства фр. Chef de l'État араб. رئيس الدولة‎                             | [ 40 ] [ 41 ] |
| 12         |             | Хамада Мади (1965—) фр. Hamada Madi араб. غزالي عثماني‎                                             | 21 января 2002  | 26 мая 2002    | Республиканская партия Коморских Остров   | [ комм. 41 ] | глава государства фр. Chef de l'État араб. رئيس الدولة‎                             | [ 60 ]        |
| 11 (III)   |             | Азали Ассумани (1959—) фр. Azali Assoumani араб. غزالي عثماني‎                                      | 26 мая 2002     | 26 мая 2006    | Конвент за возрождение Коморских Островов | 2002         | президент союза фр. Président de l'Union араб. رئيس الاتحاد‎                        | [ 40 ] [ 41 ] |
| 13         |             | Ахмед Абдалла Мохамед Самби (1958—) фр. Ahmed Abdallah Mohamed Sambi араб. أحمد عبدالله محمد سامبي‎ | 26 мая 2006     | 26 мая 2010    | независимый                               | 2006         | президент союза фр. Président de l'Union араб. رئيس الاتحاد‎                        | [ 61 ] [ 62 ] |
| 14         |             | Икилилу Дуанин (1962—) фр. Ikililou Dhoinine араб. أحمد عبدالله محمد سامبي‎                         | 26 мая 2011     | 26 мая 2016    | независимый                               | 2010         | президент союза фр. Président de l'Union араб. رئيس الاتحاد‎                        | [ 63 ] [ 64 ] |
| 11 (IV—VI) |             | Азали Ассумани (1959—) фр. Azali Assoumani араб. غزالي عثماني‎                                      | 26 мая 2016     | 28 мая 2019    | Конвент за возрождение Коморских Островов | 2016         | президент союза фр. Président de l'Union араб. رئيس الاتحاد‎                        | [ 40 ] [ 41 ] |
| 11 (IV—VI) | 28 мая 2019 | Азали Ассумани (1959—) фр. Azali Assoumani араб. غزالي عثماني‎                                      | 26 мая 2024     | 2019           | Конвент за возрождение Коморских Островов |              | президент союза фр. Président de l'Union араб. رئيس الاتحاد‎                        | [ 40 ] [ 41 ] |
| 11 (IV—VI) | 26 мая 2024 | Азали Ассумани (1959—) фр. Azali Assoumani араб. غزالي عثماني‎                                      | действующий     | 2024           | Конвент за возрождение Коморских Островов |              | президент союза фр. Président de l'Union араб. رئيس الاتحاد‎                        | [ 40 ] [ 41 ] |
| и. о.      |             | Мустадруэн Абду (1969—) фр. Moustadroine Abdou                                                     | 13 февраля 2019 | 26 мая 2019    | Конвент за возрождение Коморских Островов | [ комм. 42 ] | исполняющий обязанности президента фр. Président par intérim араб. الرئيس بالنيابة‎ | [ 65 ] [ 66 ] |

### Ндзуани (с 2001)
23 декабря 2001 после сложных переговоров о восстановлении федерации был провозглашён Союз Коморских Островов, в котором остров Ндзуани получил значительную автономию, закреплённую принятой 10 марта 2002 года на референдуме его конституции, в соответствии с которой в 2002—2009 годах избирался президент автономного острова. После внесённых в 2009 году в результате федерального референдума изменений главой автономного острова стал губернатор.
14 апреля 2002 года Мохамед Бакар вступил в должность президента автономного острова; после его отказа оставить пост по истечении 5-летнего срока, 26 апреля 2007 года Федеральный конституционный суд признал пост вакантным, на основании этого через 2 дня президент Союза Коморских Островов Ахмед Абдалла Мохамед Самби при поддержке Африканского союза назначил временного президента автономии. Несмотря на противодействие федеральных властей Бакар организовал 10 июня 2007 года на острове президентские выборы и, объявив о своей победе на них, провёл 14 июня 2007 года процедуру своей инаугурации, отказавшись подчиниться федеральным властям, которые стремились провести новые выборы под контролем войск Африканского союза. 26 марта 2008 года десант Африканского союза высадился на острове, вынудив Бакара бежать на Майотту. 7 июля 2008 года в должность президента острова вступил избранный под контролем международных наблюдателей Мусса Тойбу.
Выступивший против одобренных 30 июля 2018 года на конституционном референдуме изменений, направленных на укрепление федеральных органов власти и против инициировавшего их президента Азали Ассумани губернатор Ндзуани Абду Салами Абду был 21 октября 2018 года арестован по обвинению в коррупции, растрате государственной собственности и вооружении своих сторонников, а 8 ноября 2018 года заменён федеральным администратором до проведения новых выборов, принесших победу Анисси Шамсидину, предшественнику отстранённого Абду.
|          | Портрет        | Имя (годы жизни)                                                           | Полномочия      | Полномочия                                         | Партия                                                                                    | Должность | Пр.           |
| Начало   | Портрет        | Имя (годы жизни)                                                           | Окончание       |                                                    | Партия                                                                                    | Должность | Пр.           |
| -------- | -------------- | -------------------------------------------------------------------------- | --------------- | -------------------------------------------------- | ----------------------------------------------------------------------------------------- | --- | ------------- |
| Н3 (I    |                | полковник Мохамед Бакар (1962—) фр. Mohamed Bacar                          | 23 декабря 2001 | 14 апреля 2002                                     | военный                                                                                   | глава государства фр. Chef de l'État араб. رئيس الدولة‎                                                                   | [ 53 ] [ 54 ] |
| —II)     | 14 апреля 2002 | полковник Мохамед Бакар (1962—) фр. Mohamed Bacar                          | 28 апреля 2007  | Народное движение Анжуана                          | президент автономного острова фр. Président de l'île autonome араб. رئيس الجزيرة المستقلة‎ | | [ 53 ] [ 54 ] |
| и. о.    |                | Каамби Хумади (1943—2017) фр. Kaambi Houmadi                               | 28 апреля 2007  | 11 мая 2007                                        | независимый                                                                               | временный президент автономного острова фр. Président par intérim de l'île autonome араб. الرئيس المؤقت الجزيرة المستقلة‎ | [ 44 ] [ 72 ] |
| и. о.    |                | Дхойхиру Халиди (1965—) фр. Dhoihirou Halidi                               | 11 мая 2007     | 14 июня 2007                                       | независимый                                                                               | временный президент автономного острова фр. Président par intérim de l'île autonome араб. الرئيس المؤقت الجزيرة المستقلة‎ | [ 44 ] [ 73 ] |
| Н3 (III) |                | полковник Мохамед Бакар (1962—) фр. Mohamed Bacar                          | 14 июня 2007    | 25 марта 2008                                      | Народное движение Анжуана                                                                 | президент автономного острова фр. Président de l'île autonome араб. رئيس الجزيرة المستقلة‎                                | [ 53 ] [ 74 ] |
| и. о.    |                | Икилилу Дуанин (1962—) фр. Ikililou Dhoinine араб. أحمد عبدالله محمد سامبي‎ | 25 марта 2008   | 31 марта 2008                                      | независимый                                                                               | временный президент автономного острова фр. Président par intérim de l'île autonome араб. الرئيس المؤقت الجزيرة المستقلة‎ | [ 63 ] [ 64 ] |
| и. о.    |                | Лайлизаман Абду Шейк (1959—) фр. Lailizamane Abdou Cheik                   | 31 марта 2008   | 7 июля 2008                                        | независимый                                                                               | временный президент автономного острова фр. Président par intérim de l'île autonome араб. الرئيس المؤقت الجزيرة المستقلة‎ | [ 75 ] [ 76 ] |
| Н4       |                | Мусса Тойбу (1962—) фр. Moussa Toybou                                      | 7 июля 2008     | 23 мая 2009                                        | независимый                                                                               | президент автономного острова фр. Président de l'île autonome араб. رئيس الجزيرة المستقلة‎                                | [ 70 ] [ 77 ] |
|          | 23 мая 2009    | Мусса Тойбу (1962—) фр. Moussa Toybou                                      | 23 мая 2011     | Национальная солидарность за демократию и развитие | губернатор фр. Gouverneur араб. محافظ حاكم‎                                                | | [ 70 ] [ 77 ] |
| Н5 (I)   |                | Анисси Шамсидин (?—?) фр. Anissi Chamsidine                                | 23 мая 2011     | 23 мая 2016                                        | губернатор фр. Gouverneur араб. محافظ حاكم‎                                                | Союз за развитие Коморских Островов                                                                                      | [ 44 ] [ 78 ] |
| Н6       |                | Абду Салами Абду (?—?) фр. Abdou Salami Abdou                              | 23 мая 2016     | 8 ноября 2018 (под арестом с 21 октября 2018 года) | губернатор фр. Gouverneur араб. محافظ حاكم‎                                                | «Солнце» | [ 44 ] [ 79 ] |
| Н7       |                | Абдалла Мохамед (?—?) фр. Abdallah Mohamed                                 | 8 ноября 2018   | 22 мая 2019                                        | независимый                                                                               | администратор фр. Administrateur араб. مدير‎                                                                              | [ 44 ]        |
| Н5 (II)  |                | Анисси Шамсидин (?—?) фр. Anissi Chamsidine                                | 22 мая 2019     | действующий                                        | «Учение»                                                                                  | губернатор фр. Gouverneur араб. محافظ حاكم‎                                                                               | [ 44 ] [ 78 ] |

### Мвали (с 2002)
23 декабря 2001 после сложных переговоров о восстановлении федерации был провозглашён Союз Коморских Островов, в котором остров Мвали получил значительную автономию, закреплённую принятой 10 марта 2002 года на референдуме его конституции, в соответствии с которой в 2002—2009 годах избирался президент автономного острова. Первым избранным главой автономии стал Мохамед Саид Фазул, в марте 2001 года назначенный полковником Азали Ассумани, являвшимся главой коморского государства. В 2007 году незавершённость электоральных процедур была компенсирована назначением федеральными властями временного президента острова, до вступления на пост избранного кандидата от оппозиции Мохамеда Али Саида, который 28 ноября 2008 года реформировал состав своего кабинета, создав первое в истории острова коалиционное правительство. После внесённых в 2009 году в результате федерального референдума изменений главой автономного острова стал губернатор.

Флаг острова

Переизбранный в апреле 2019 года на пост губернатора Мохамед Саид Фазул заявил, что новые выборы на острове пройдут не ранее 2024 года синхронно с выборами союзного президента, поскольку недопустимо рассогласование политических процессов на острове и в коморском союзе. 
Курсивом и серым цветом выделены даты начала и окончания полномочий лиц, временно замещавших действующего главу острова.
|                                        | Портрет     | Имя (годы жизни)                                  | Полномочия      | Полномочия                                 | Партия                     | Должность | Пр.           |
| Начало                                 | Портрет     | Имя (годы жизни)                                  | Окончание       |                                            | Партия                     | Должность | Пр.           |
| -------------------------------------- | ----------- | ------------------------------------------------- | --------------- | ------------------------------------------ | -------------------------- | --- | ------------- |
| М2 (I)                                 |             | Мохамед Саид Фазул (1960—) фр. Mohamed Said Fazul | 19 мая 2002     | 19 мая 2007                                | Коморский союз за прогресс | президент автономного острова фр. Président de l'île autonome араб. رئيس الجزيرة المستقلة‎                                | [ 44 ] [ 80 ] |
| пост вакантен с 19 до 22 мая 2007 года |             |                                                   |                 |                                            |                            | |               |
| и. о.                                  |             | Юссуф Эль-Фарук (?—?) фр. Youssouf El-Farouk      | 22 мая 2007     | 1 июля 2007                                | независимый                | временный президент автономного острова фр. Président par intérim de l'île autonome араб. الرئيس المؤقت الجزيرة المستقلة‎ | [ 44 ]        |
| М3                                     |             | Мохамед Али Саид (?—?) фр. Mohamed Ali Said       | 1 июля 2007     | 23 мая 2009                                | независимый                | президент автономного острова фр. Président de l'île autonome араб. رئيس الجزيرة المستقلة‎                                | [ 44 ] [ 84 ] |
| М3                                     | 23 мая 2009 | Мохамед Али Саид (?—?) фр. Mohamed Ali Said       | 23 мая 2016     | губернатор фр. Gouverneur араб. محافظ حاكم‎ | независимый                | | [ 44 ] [ 84 ] |
| М2 (II)                                |             | Мохамед Саид Фазул (1960—) фр. Mohamed Said Fazul | 23 мая 2016     | губернатор фр. Gouverneur араб. محافظ حاكم‎ | независимый                | действующий | [ 44 ] [ 85 ] |
| и. о.                                  |             | Юсуф Саид Муасси (?—?) фр. Youssouf Said Moissi   | 13 февраля 2019 | апрель 2019                                | независимый                | временный губернатор фр. Gouverneur par intérim араб. محافظ مؤقت‎                                                         | [ 44 ]        |

### Нгазиджа (с 2002)
23 декабря 2001 после сложных переговоров о восстановлении федерации был провозглашён Союз Коморских Островов, в котором остров Нгазиджа получил значительную автономию, закреплённую принятой 7 апреля 2002 года на референдуме его конституции, в соответствии с которой в 2002—2009 годах  избирался президент автономного острова, первым из которых стал Абду Суле Эль-Бак. В 2007 году незавершённость электоральных процедур была компенсирована назначением федеральными властями временного президента острова, до вступления на пост избранного кандидата от оппозиции Мохаммеда Абдулойхаби.

Флаг острова

После внесённых в 2009 году в результате федерального референдума изменений главой автономного острова стал губернатор. Проигравший выборы 2019 года оппозиционный федеральному президенту губернатор Хассан Хамади отбыл на Майотту за день до вступления на пост Мудин Ситти Фаруате, первой женщины среди коморских политиков, возглавившей островное правительство.
Курсивом и серым цветом выделены даты начала и окончания полномочий лиц, временно замещавших действующего главу острова.
|        | Портрет     | Имя (годы жизни)                                                                                           | Полномочия      | Полномочия                                 | Партия                                                           | Должность | Пр.           |
| Начало | Портрет     | Имя (годы жизни)                                                                                           | Окончание       |                                            | Партия                                                           | Должность | Пр.           |
| ------ | ----------- | --- | --------------- | ------------------------------------------ | ---------------------------------------------------------------- | --- | ------------- |
| К1     |             | Мзе Абду Суле Эль-Бак (1954—) фр. Mzé Abdou Soulé El-Bak урожд. Мзе Суле Абдульбак фр. Mzé Soulé Abdoulbak | 29 мая 2002     | 30 мая 2007                                | Национальный фронт справедливости                                | президент автономного острова фр. Président de l'île autonome араб. رئيس الجزيرة المستقلة‎                                | [ 86 ] [ 89 ] |
| и. о.  |             | Суджай Хамади (?—?) фр. Soudjay Hamadi                                                                     | 30 мая 2007     | 30 июня 2007                               | независимый                                                      | временный президент автономного острова фр. Président par intérim de l'île autonome араб. الرئيس المؤقت الجزيرة المستقلة‎ | [ 44 ]        |
| К2     |             | Мохаммед Абдулойхаби (1959—) фр. Mohamed Abdouloihabi                                                      | 30 июня 2007    | 23 мая 2009                                | Президентское движение — Союз                                    | президент автономного острова фр. Président de l'île autonome араб. رئيس الجزيرة المستقلة‎                                | [ 44 ] [ 87 ] |
| К2     | 23 мая 2009 | Мохаммед Абдулойхаби (1959—) фр. Mohamed Abdouloihabi                                                      | 23 мая 2011     | губернатор фр. Gouverneur араб. محافظ حاكم‎ | Президентское движение — Союз                                    | | [ 44 ] [ 87 ] |
| К3     |             | Муини Барака Саид Соилихи (1968—) фр. Mouigni Baraka Saïd Soilihi                                          | 23 мая 2011     | губернатор фр. Gouverneur араб. محافظ حاكم‎ | 23 мая 2016                                                      | Союз за развитие Коморских Островов                                                                                      | [ 90 ] [ 91 ] |
| К4     |             | Хассан Хамади (1961—) фр. Mouigni Baraka Saïd Soilihi                                                      | 23 мая 2016     | губернатор фр. Gouverneur араб. محافظ حاكم‎ | 22 мая 2019                                                      | Гражданин за возрождение национального действия                                                                          | [ 93 ] [ 94 ] |
| и. о.  |             | Абдурахим Саид Бакар (?—?) фр. Abdourahim Said Bacar                                                       | 13 февраля 2019 | апрель 2019                                | временный губернатор фр. Gouverneur par intérim араб. محافظ مؤقت‎ | Гражданин за возрождение национального действия                                                                          | [ 44 ] [ 95 ] |
| К5     |             | Мудин Ситти Фаруата (1958—) фр. Mhoudine Sitti Farouata                                                    | 22 мая 2019     | действующий                                | Конвент за возрождение Коморских Островов                        | губернатор фр. Gouverneur араб. محافظ حاكم‎                                                                               | [ 96 ] [ 97 ] |